# Congregazione cluniacense

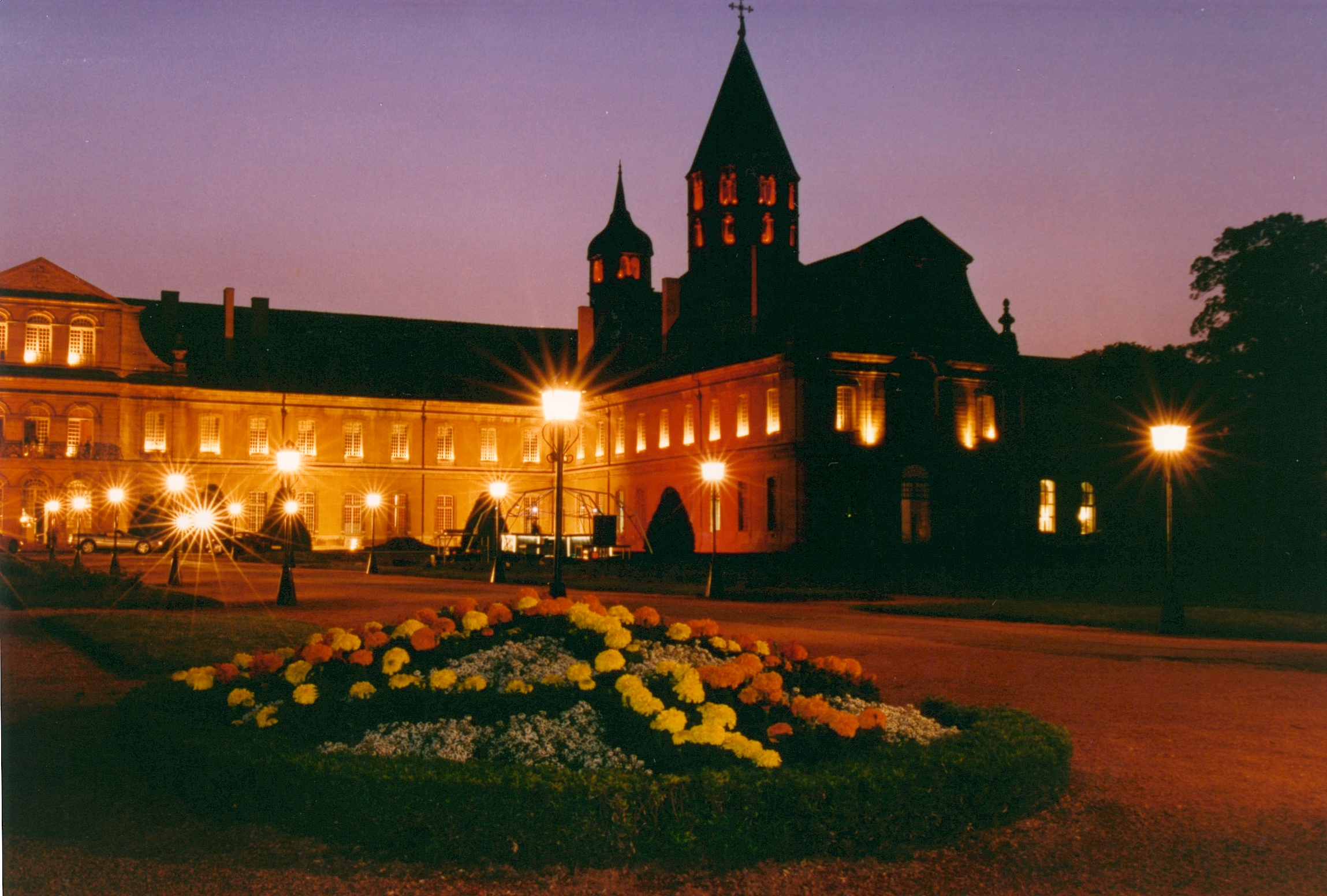
L'abbazia di Cluny

La Congregazione cluniacense (o di Cluny) è una delle numerose congregazioni che nascono dall'Ordine di San Benedetto, la cui regola cioè si ispira a quella benedettina. I religiosi appartenenti pospongono al loro nome la sigla O.S.B. Clun.

## Storia
La Congregazione cluniacense venne istituita il 11 settembre 909, quando Guglielmo I, duca d'Aquitania, donò la "villa" di Cluny a Bernone, abate di Baume, per fondarvi un monastero di dodici monaci sotto la regola di san Benedetto.
L'abate Bernone stabilì nel monastero tale regola secondo la riforma di Benedetto d'Aniane. Fu però sotto l'abate Oddone che la regola detta "cluniacense" fu adottata da altri monasteri, che formarono intorno all'abbazia di Cluny una rete di priorati autonomi e al tempo stesso obbedienti al governo comune dell'abate di Cluny.
Il principio gerarchico si affievolì un po' verso il 1075, quando Cluny accettò nell'ordine delle abbazie, al fine di fare la sua parte nel vecchio sistema del monachesimo benedettino e di non dover rinunciare a integrare un certo numero di strutture pronte, come Vézelay, a passare nell'ordine di Cluny per beneficiare dell'esenzione ma desiderosi di non cadere al rango di semplici priorati.
L'espansione avanzò sotto gli abati Bernone (morto nel 927), Oddone (morto nel 942), Maiolo (morto nel 994), Odilone (morto nel 1048), Ugo di Semur (morto nel 1109), Ponzio di Melgueil (dimessosi nel 1122) e Pietro il Venerabile (morto nel 1157).
Nel XII secolo, quello che si chiama ordine cluniacense conta circa duemila priorati, fra cui alcuni che sono fra le maggiori strutture ecclesiastiche del tempo: La Charité-sur-Loire, Souvigny, Saint-Martin-des-Champs vicino a Parigi. Se la maggior parte dei monasteri sono divenuti semplici priorati integrandosi nell'ordine, un piccolo numero vi è entrato conservando il rango di abbazia, ma accettando la disciplina comune e l'autorità superiore dell'abate di Cluny.
Direttamente sottomessa alla Santa Sede, Cluny è nell'XI secolo lo strumento efficace del successo delle istituzioni di pace e della riforma gregoriana. Molti papi e legati pontifici escono da Cluny. La rete cluniacense diffonde i principi della riforma contro i vizi di cui soffre la Chiesa presa dai collegamenti feudali col mondo laico: simonia, nicolaismo. Accusato a sua volta di un esagerato arricchimento e di un potere temporale eccessivo, l'ordine di Cluny perde di influenza spirituale alla nascita, alla fine dell'XI secolo e all'inizio del XII, di nuovi ordini ispirati ad un ideale di povertà e austerità: l'ordine cistercense, i premostratensi, l'ordine certosino.
È dunque in opposizione completa con quello che sarà l'ideale cistercense, per il quale Bernardo di Chiaravalle disputerà aspramente con Pietro il Venerabile, che Cluny diviene uno dei principali centri di vita intellettuale e artistica in Occidente.
Odone mette la storia santa in versi ed elabora una morale pratica. I sermoni di Odilone resteranno a lungo modelli di eloquenza elegante e concisa. Abbone di Fleury definisce gli equilibri del potere politico. Pietro il Venerabile traduce in latino il Corano per meglio confutarlo, e spinge con ciò ad un ricorso più frequente alle traduzioni dall'arabo. Cluny produce teologi, moralisti, apologeti, poeti e storici.
L'architettura è un'altra affermazione della potenza e dell'influenza di Cluny. L'architettura cluniacense proseguì il modello benedettino gettando le basi per quello cistercense, contribuendo a diffondere il modello architettonico dell'abbazia, ossia un complesso di strutture di cui la chiesa è quella principale, tutte ruotanti attorno ad un chiostro quadrato o a "T" come nel caso di Cluny. Le piante caratteristiche dell'architettura cluniacense furono quelle cosiddette "a gradoni" e "a cappelle radiali".
A una chiesa contemporanea alla fondazione che successe all'abbaziale di Bernone, poi quella degli abati Aimaro e Maiolo detta Saint-Pierre-le-Vieux, di cui la pianta caratteristica, col suo coro pourvu de collatéraux, è più o meno riprodotta in tutto un gruppo di chiese monastiche. A questa succede l'abbaziale dell'abate Ugo, il cui coro è consacrato nel 1095. Cluny fa da modello, anche considerando tre tempi di costruzione diversi, di cui il terzo e ultimo risale al 1100. Si ritrova la pianta di Saint-Pierre-le-Vieux in Borgogna, in Germania, in Svizzera. In Italia si hanno validi esempi ben conservati come la chiesa lombarda di San Salvatore a Capo di Ponte in Val Camonica e il Monastero di San Pietro in Lamosa a Provaglio d'Iseo (BS).

## Vita quotidiana
I monaci cluniacensi, seguendo la Regola di San Benedetto, erano tenuti a dividere la propria giornata tra preghiera e lavoro; ciò nonostante il fondatore dell'ordine cluniacense considerava la preghiera con maggiore importanza: i monaci pregavano sia di giorno che nelle ore notturne; il lavoro consisteva invece principalmente in trascrizione di testi antichi (sacri o profani), passando in secondo piano il lavoro manuale.
Eccezione fatta per le preghiere e i canti, i monaci di Cluny erano tenuti al più totale silenzio (al punto che per i messaggi indispensabili essi comunicavano attraverso i gesti).
Prerogativa dei monaci cluniacensi era la carità cristiana: accoglievano e rifocillavano pellegrini e chierici in viaggio, soccorrevano i poveri, visitavano a domicilio i malati; ospitavano i bisognosi nella casa dei poveri, donando loro pane, vino, carne e vestiti.
Per quanto riguarda l'istruzione, i monaci cluniacensi accoglievano ed istruivano bambini e ragazzi (i cui genitori aspiravano a farli diventare monaci, così da assicurarsi la grazia divina), ma quest'uso cessò intorno al XII secolo, quando i monaci si rifiutarono di allevare fanciulli incapaci di scegliere.
Dal punto di vista dell'alimentazione, i monaci di Cluny probabilmente seguivano la stessa frugale dieta di San Benedetto (che, come rappresentato in un suo ritratto con la sorella Scolastica, consisteva spesso in pane, pesce e vino leggero).

## La congregazione in altre fonti
Il romanzo Il nome della rosa di Umberto Eco si svolge in un monastero dell'Ordine cluniacense inventato dall'autore.